# Metropolia d'Irlanda

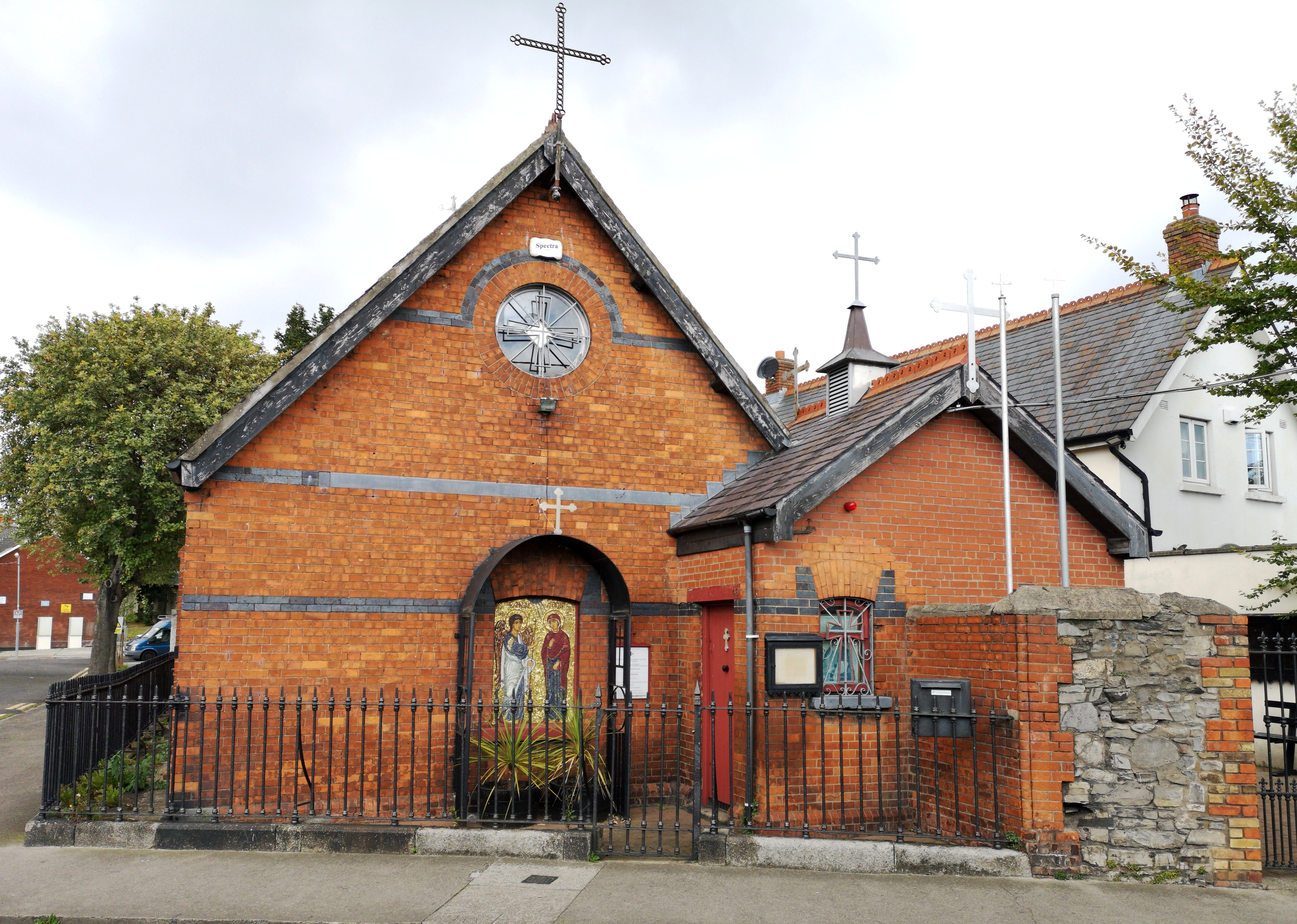
La chiesa dell'Annunciazione della Madre di Dio a Dublino.

La metropolia d'Irlanda (in greco: Ιερά Μητρόπολις Ιρλανδίας; Ierá Mitrópolis Irlandías - in inglese: Greek Orthodox Metropolis of Ireland) è una sede del patriarcato ecumenico di Costantinopoli con giurisdizione sull'isola d'Irlanda.
La metropolia è stata eretta dal Santo Sinodo del patriarcato di Costantinopoli il 22 marzo 2024, ricavandone il territorio dall'arcidiocesi di Tiatira e Gran Bretagna. Lo stesso giorno è stato eletto il primo metropolita, Iakovos, al secolo Dimitrios Antonopoulos, vescovo titolare di Zenopoli e vescovo ausiliare in servizio presso l'arcidiocesi greco-ortodossa del Canada. Il nuovo metropolita è stato intronizzato nella chiesa dell'Annunciazione della Madre di Dio di Dublino il 18 maggio 2024.